# قاعدة اختيار
قواعد الاختيار في الفيزياء الذرية هي عدة قواعد في ميكانيكا الكم تحدد إمكانية انتقال إلكترون بين مستويات الطاقة في الذرة. فقد عرفنا من خطوط طيف العناصر أنه توجد في الذرة مستويات للطاقة يسمح للإلكترون الانتقال بينها وأخرى لا يسمح له بالانتقال إليها. عندما ينتقل إلكترون من مستوى طاقة علوي إلى مستوى طاقة سفلي في الذرة، فهو يبعث تلك الطاقة (الفرق بين العلوي والسفلي) في هيئة فوتون (والفوتون هو شعاع ضوئي). نرى تلك الأشعة الصادرة من إلكترونات الذرة في هيئة خطوط طيف. فإذا لم نجد خط طيف ينتمي إلى انتقال معين للإلكترون في الذرة فنستنتج من ذلك أن هذا الانتقال ممنوع على الإلكترون.
يحدث انتقال الإلكترون بين مستويات الطاقة المختلفة للذرة إما صعودا، من أسفل إلى أعلى، وإما هبوطا من أعلى إلى أسفل. لكي يقفز الإلكترون من مستوى طاقة سفلي إلى مستوى طاقة علوي في الذرة فلا بد له من امتصاص فرق الطاقتين هذا حتى يقفز. تلك الطاقة نعطيها له من الخارج، بالتسخين مثلا. ولكي يقفز الإلكترون من مستوى طاقة علوي إلى مستوى طاقة سفلي في الذرة، فلا بد له من أن يفقد فرق الطاقتين، فيشع هذا الكم كشعاع ضوء نسميه أحيانا فوتون. نسمي الطيف الصادر عن انتقال الإلكترون من مستويات طاقة علوية إلى مستويات طاقة سفلية طيف انبعاث.
قدم عالم الفيزياء إنريكو فيرمي خلال الخمسينيات من القرن الماضي قواعدا لانتقالات الإلكترون في الذرة المسموح بها والممنوعة. تعتمد طريقة حسابها على حسابات المصفوفات، وتعرف بالقواعد الذهبية لفيرمي.
- (ملحوظة: عندما نتحدث عن انتقالات ممنوعة فتوجد في الطبيعة ظروف تخفف من حتمية المنع. في حقيقة الأمر تعطينا حسابات ميكانيكا الكم احتمال انتقال إلكترون بين مستويين للطاقة، ويكون مقياس الاحتمال بين 1 (محتمل جدا جدا) و 0 (غير محتمل).)

## قواعد اختيار انبعاث أشعة ثنائية القطب

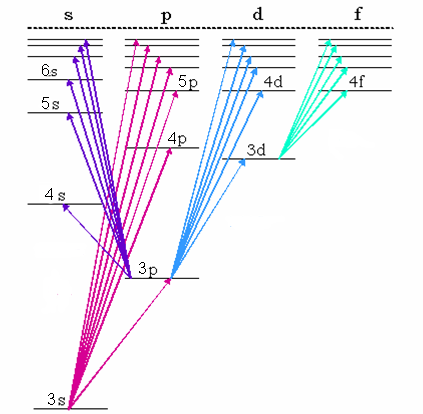
مخطط عبارات ذرة الصوديوم والانتقالات المسموحة.

تنتج انتقالات الإلكترون بين المدارات في الذرة أشعة ثنائية القطبية، لا تختلف عن الأشعة الضوئية المعتادة بل هي نفسها. وقواعد إصدار إلكترون لشعاع ضوئي عند انتقاله تعتمد على حدود تغير عدد كم مداري وعدد كم مغناطيسي للمدارين المعنيين، والشروط هي:
{\displaystyle \,\Delta l=\pm 1}
{\displaystyle \,\Delta m=0,\pm 1}
حيث:
{\displaystyle l} عدد كم مداري،:{\displaystyle m} عدد كم مغناطيسي للنظام.
ويمكن فهم الشرط الأول {\displaystyle \,\Delta l=\pm 1} بأن امتصاص فوتون أو إصدار فوتون من الغلاف الذري يكون مصحوبا بانتقال للزخم المداري، حيث أن الفوتون له أيضا زخم مغزلي Spin، ولا بد من اتباع قانون انحفاظ الزخم الزاوي. وهذا يعني أن مجموع الزخم الزاوية قبل الانتقال لا بد وأن تتساوى مع مجموع الزخم الزاوية بعد الانتقال.
مثال:
في مخطط عبارات الصوديوم نجد أن الإلكترون رقم 11 يشغل المدار 3s وهذه هي الحالة القاعية لذرة الصوديوم، أي الذرة المستقرة غير المثارة. فإذا قمنا بإثارة الذرة بالحرارة مثلا فإن الإلكترون ينتقل من 3s إلى المدار 3p (حيث p تعادل l= 1 )، أو إلى 4p ولا يصعد إلى 3s. وإذا زادت طاقته ثانيا فيمكن أن ينتقل من 3p إلى 4s أو 3d، كما نرى في الشكل، وهكذا طبقا للقاعدة.

## قواعد انتقالات متعددة الأقطاب
يمكن للانتقالات أن تكون متعددة القطبية {\displaystyle 2^{k}} (ويرمز لها Ek و Mk للإشعاع الكهربي وبالتالي المغناطيسي) حيث k عدد صحيح. فمثلا نرمز لإصدار شعاع كهربي ثنائي القطبية بالرمز E1، ونرمز لإشعاع كهربي رباعي القطبية E2، ونرمز لإشعاع مغناطيسي متعدد القطبية M3 وغيرها.)، وتنطبق على الانتقالات (المسموحة) الشروط التالية:
{\displaystyle |I_{i}-I_{f}|\leq k\leq I_{i}+I_{f}}
{\displaystyle P_{i}\cdot P_{f}=(-1)^{k}} ل Ek
{\displaystyle P_{i}\cdot P_{f}=(-1)^{k+1}} ل Mk
حيث:
{\displaystyle I_{i}} و {\displaystyle I_{f}} الزخم المداري الكلي للمستويين المعنيين في النظام، و {\displaystyle P_{i}} وبالتالي {\displaystyle P_{f}} التكافؤ الفيزيائي لمستوى الابتداء والمستوى النهائي. وترمز k إلى الزخم الزاوي لحقل الإشعاع (الزخم الزاوي يكون دائما عددا صحيحا).

## مباديء توضيحية
تعالج ميكانيكا الكم مسألة الإلكترون في ذرة وتصف كيف يتصرف عن طريق حساب "احتمال وجوده في وضع ما و"احتمال اقتنائه لطاقة معينة" وكذلك "احتمال انتقاله" بين مستويي طاقة معينين. وهي في ذلك لا تأخذ الإلكترون كجسيم نقطي وإنما كموجة مادية {\displaystyle \Psi }، ذلك لأنه في التجارب المعملية يتصرف الإلكترون أحيانا كجسيم وأحيانا أخرى كموجة (ازدواجية موجة-جسيم).
قاعدة الاختيار التي تحدد عما إذا كان الانتقال {\displaystyle |\Psi _{i}\rangle \to |\Psi _{f}\rangle } مسموحا أم ممنوعا نحصل عليها من عنصر مصفوف الانتقال:
{\displaystyle M_{if}=\langle \Psi _{f}|\mu |\Psi _{i}\rangle }
حيث:
{\displaystyle \mu } مؤثر الانتقال،:{\displaystyle |\Psi _{i}\rangle } الحالة الابتدائية،: {\displaystyle |\Psi _{f}\rangle } الحالة النهائية.
ويكون الانتقال ممنوعا عندما يكون عنصر مصفوف الانتقال مساويا للصفر، وإلا فهو مسموح.
يمكن تعيين عنصر مصفوف الانتقال لنماذج مثالية مثل هزاز توافقي أو ذرة الهيدروجين.
وبالنسبة لنظام يتكون من نواة وإلكترون واحد - مثل ذرة الهيدروجين - يُعيّن عنصر مصفوف الانتقال عن طريق إجراء التكامل للدالة الموجية المتعلقة بمكان الإلكترون عن الانتقال {\displaystyle \Psi _{f}^{*}({\vec {r}})}، ومؤثر زخم الانتقال {\displaystyle \mu }، والدالة الموجية الابتدائية للإلكترون {\displaystyle \Psi _{i}({\vec {r}})}
{\displaystyle M_{if}=\int _{\mathbb {R} ^{3}}\Psi _{f}^{*}({\vec {r}})\mu \Psi _{i}({\vec {r}})\,d^{3}r}
فإذا كان حاصل الضرب {\displaystyle m_{if}({\vec {r}})=\Psi _{f}^{*}({\vec {r}})\mu \Psi _{i}({\vec {r}})} زوجيا التكافؤ {\displaystyle m_{if}(-{\vec {r}})=m_{if}({\vec {r}})} يكون الانتقال مسموحا، وإذا كان التكافؤ فرديا {\displaystyle m_{if}(-{\vec {r}})=-m_{if}({\vec {r}})} فإن التكامل يكون مساويا للصفر، وبالتالي يكون الانتقال ممنوعا.
| انتقال             | تحويلات µ              | نواتج            |
| ------------------ | ---------------------- | ---------------- |
| ثنائي اقطاب كهربي  | x, y, z                | طيف ضوئي         |
| رباعي أقطاب كهربي  | x2, y2, z2, xy, xz, yz | x2 + y2 + z2 = 0 |
| استقطاب كهربي      | x2, y2, z2, xy, xz, yz | طيف رامان        |
| ثنائي قطب مغناطيسي | Rx, Ry, Rz             | طيف ضوئي(ضعيف)   |

وتعني المركبات Rx و Ry و Rz الدوران Rotation حول المحاور x و y و z.

## اقرأ أيضا
- مخطط عبارات
- رمز تعبير
- كم (فيزياء)
- عدد كمي
- عدد كم مداري
- خطوط طيف الهيدروجين
- ذرة الهيدروجين